# مسجد جامع صدرآباد
مسجد جامع صدرآباد مربوط به دوره قاجار است و در شهرستان صدوق، بخش مرکزی، دهستان رستاق، روستای صدرآباد واقع شده و این اثر در تاریخ ۱۸ شهریور ۱۳۸۷ با شمارهٔ ثبت ۲۳۱۶۶ به‌عنوان یکی از آثار ملی ایران به ثبت رسیده است.